# آنتونیو تارور
آنتونیو تارور (انگلیسی: Antonio Tarver؛ زادهٔ ۲۱ نوامبر ۱۹۶۸) بوکسور، و هنرپیشه اهل ایالات متحده آمریکا است.
از فیلم‌ها یا برنامه‌های تلویزیونی که وی در آن نقش داشته‌است می‌توان به راکی بالبوآ اشاره کرد.